# Eucyclodes sanguilineata
Eucyclodes sanguilineata là một loài bướm đêm trong họ Geometridae.